# Vecchietti
Vecchietti is een historisch merk van bromfietsen.
Vecchietti was een Italiaans merk dat van 1954 tot 1957 bromfietsen met Victoria-tweetakt-inbouwmotoren bouwde.